# Weloganiet

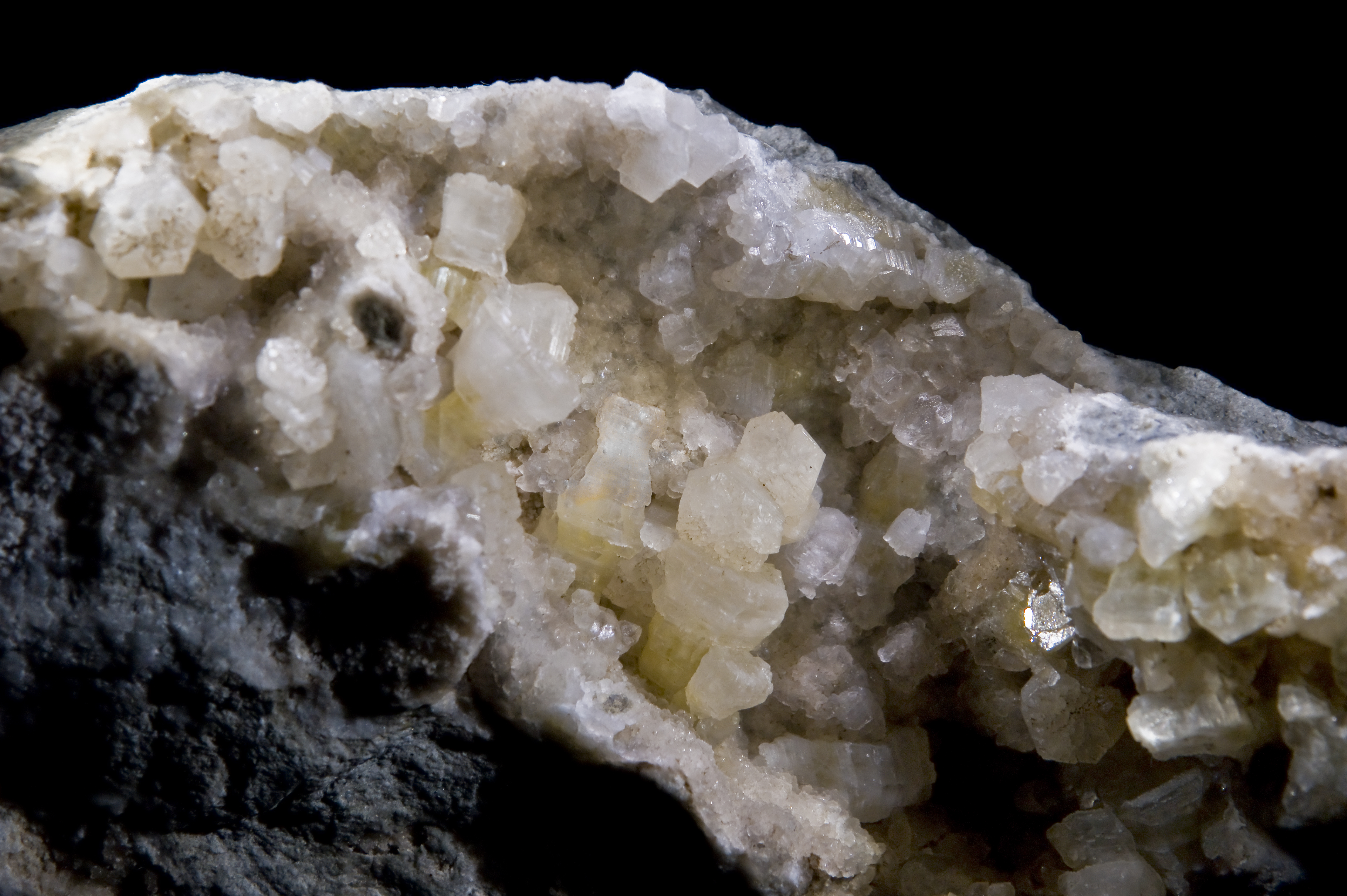
Weloganiet

Het mineraal weloganiet is een gehydrateerd strontium-natrium-zirkonium-carbonaat met de chemische formule Sr3Na2Zr(CO3)6·3(H2O).

## Eigenschappen
Het witte, citroengele of kleurloze weloganiet heeft een glasglans, een witte streepkleur en een perfecte splijting volgens kristalvlak [0001]. Het kristalstelsel is triklien. De gemiddelde dichtheid is 3,22 en de hardheid is 3,5. Weloganiet is niet radioactief.

## Naamgeving
Weloganiet is genoemd naar William E. Logan (1798 - 1875), de eerste directeur van de Canadese geologische dienst.

## Voorkomen
Weloganiet komt voor in één alkalische sill in een Ordovicische kalksteen. De typelocatie is de St. Michel groeve op Montreal Island in Quebec, Canada.